# رود پری
رودخانه پری یکی از شاخه‌های اصلی رودخانه فرات در سمت چپ فرات در شرق ترکیه است. این رود به مخزن سد کبان می‌ریزد. این رودخانه از استان ارزروم شروع می‌شود و پیش از این‌که مرز بین استان‌های الازیغ و تونجلی  را تشکیل بدهد از استان بینگول می‌گذرد. از بالادست به پایین دست، این سدها جریان رود پری را قطع می‌کنند: کیغی، یدی‌سو، اوزلوجه، پمبه‌لیک، سیران‌تپه و تاتار. هدف اولیه ساخت این سدها تولید نیروی برق‌آبی و کاهش گل و لای دریاچه کبان است.